# Carmen Villalobos
Yorley del Carmen Villalobos Barrios (Barranquilla, Colòmbia, 13 de juliol de 1983), més coneguda com a Carmen Villalobos, és una actriu colombiana.
La seva carrera en els escenaris va començar en 1999 quan va debutar en el programa infantil colombià "Club 10". Més endavant, es va iniciar en les telenovel·les amb una participació en "Amor a la plancha", seguida per "Dora la celadora". També hi participa en "La Tormenta" i "Amores de Mercado", totes dues produccions originals de Telemundo. Carmen Villalobos és coneguda per la seva interpretació protagonica com Catalina Santana en la telenovel·la Sin senos no hay paraiso en l'any 2008. El maig del 2011, va començar a gravar la telenovel·la "Mi corazón insiste" on aconsegueix el paper protagonista al costat de Jencarlos Canela, actuant a més al costat d'estrelles com Angelica María, Ana Layevska, Augusto Di Paolo, entre d'altres. L'any 2013 va interpretar un paper molt important en El Señor de los Cielos para Telemundo, on va interpreta a Leonor Ballesteros. Recentment va tornar a interpretar a Catalina Santana en la sèrie de Sin Senos sí hay paráiso, en la primera temporada de la sèrie, fa una participació especial i En la segona i tercera temporada és la protagonista principal.

## Filmografia[4]

### Televisió
| Any          | Producció                         | Personatge                  |
| ------------ | --------------------------------- | --------------------------- |
| 2016-Present | Sin senos sí hay paraíso          | Catalina Santana            |
| 2013-2015    | El señor de los cielos            | Leonor Ballesteros Mireles  |
| 2012         | Bazurto                           | Flora María Díaz            |
| 2011         | Mi corazón insiste en Lola Volcán | María Dolores 'Lola' Volcán |
| 2010-2011    | Ojo por ojo                       | Nadia Monsalve de Barragán  |
| 2009-2010    | Niños ricos, pobres padres        | Alejandra Paz Ríos          |
| 2008-2009    | Sin senos no hay paraíso          | Catalina Santana            |
| 2007         | Nadie es eterno en el mundo       | Karen González              |
| 2006         | Amores de mercado                 | Beatriz "Betty" Gutiérrez   |
| 2006         | Decisiones                        | Varios Personajes           |
| 2005         | La Tormenta                       | Trinidad Ayala              |
| 2004         | Dora, la celadora                 | Catalina Urdaneta           |
| 2003         | Amor a la plancha                 | Ernestina "Nina" Pulid      |

### Pel·lícules
- El Fantasma de mi Novia (2018) - Lupe del Mar

## Premis i nominacions
| Any  | Premi                                                                 | Treball                           | Resultat   |
| ---- | --------------------------------------------------------------------- | --------------------------------- | ---------- |
| 2018 | Premi TVyNovelas a Millor actriu protagonista de telenovel·la o sèrie | Sin senos sí hay paraíso 2        | Guanyadora |
| 2017 | Premi Tu Mundo a Sóc Sexy and I know it                               | Sin senos sí hay paraíso          | Guanyadora |
| 2015 | Premi Tu Mundo a La parella perfecta (amb Rafael Amaya)               | El señor de los cielos 3          | Nominada   |
| 2015 | Premi Tu Mundo a millor protagonista favorita - Súper sèrie           | El señor de los cielos 3          | Nominada   |
| 2015 | Premi Talento Cracol a Millor petó (amb Miguel de Miguel)             | Bazurto                           | Nominada   |
| 2015 | Premi Talento Caracol a Millor actriu protagonista                    | Bazurto                           | Nominada   |
| 2014 | Premi Tu Mundoa Protagonista favorita                                 | El señor de los cielos 2          | Nominada   |
| 2013 | Premi People en Español a millor actriu secundària                    | El señor de los cielos            | Nominada   |
| 2012 | Premi Tu Mundo a El petó més bo (amb Jencarlos Canela)                | Mi corazón insiste en Lola Volcán | Nominada   |
| 2012 | Premi Tu Mundo a la parella perfecta (amb Jencarlos Canela)           | Mi corazón insiste en Lola Volcán | Nominada   |
| 2012 | Premi Miami Life a Millor actriu                                      | Mi corazón insiste en Lola Volcán | Guanyadora |
| 2011 | Premi People en Español millor actriu                                 | Mi corazón insiste en Lola Volcán | Nominada   |
| 2009 | Premi People en Español                                               | Sin senos no hay paraíso          | Nominada   |
| 2009 | Premi ACE a Millor actriu                                             | Sin senos no hay paraíso          | Guanyadora |
| 2009 | Premi Gaceta Colombia a Millor actriu                                 | Sin senos no hay paraíso          | Guanyadora |
| 2005 | Premi TVyNovelas a Millor actriu de revelació                         | Dora, la celadora                 | Nominada   |